# Elporia flavopicta
Elporia flavopicta är en tvåvingeart som först beskrevs av Edwards 1932.  Elporia flavopicta ingår i släktet Elporia och familjen Blephariceridae. Inga underarter finns listade i Catalogue of Life.